# Battaglia dell'Argenta Gap
La battaglia dell'Argenta Gap si svolse nell'aprile del 1945, durante l'ultima fase della Seconda guerra mondiale in Italia. Essa rappresentò una delle operazioni militari dell'Offensiva di Primavera lanciata dagli Alleati per sconfiggere definitivamente le forze tedesche nella Val Padana.

## Gli eventi
La battaglia si svolse nel varco di Argenta, situato vicino alla città di Argenta in Emilia-Romagna. Questo varco rappresentava una delle poche vie di accesso asciutte tra le zone paludose e allagate della regione, rendendolo un punto strategico fondamentale per penetrare le linee nemiche.
Le forze alleate, guidate dall'8ª Armata Britannica e composte da unità provenienti da India, Nuova Zelanda, Polonia, Gurkha (nepalesi) e Regno Unito, affrontarono le truppe tedesche che difendevano tenacemente la zona. Nonostante il terreno difficile e la forte resistenza nemica, gli Alleati riuscirono a sfondare le difese tedesche il 19 aprile 1945.
Questa vittoria aprì la strada verso Bologna, Ferrara e il fiume Po, contribuendo alla rapida resa delle forze tedesche in Italia, ufficializzata il 2 maggio 1945. In seguito, fu istituito un cimitero ad Argenta per le truppe di qualsiasi religione che avevano combattuto per gli italiani.

## Il gesto dell'Agida
Il gesto dell'Algida è un episodio simbolico della Resistenza italiana, che rappresenta il sacrificio, la resistenza e l’amore materno durante il periodo della Seconda guerra mondiale.

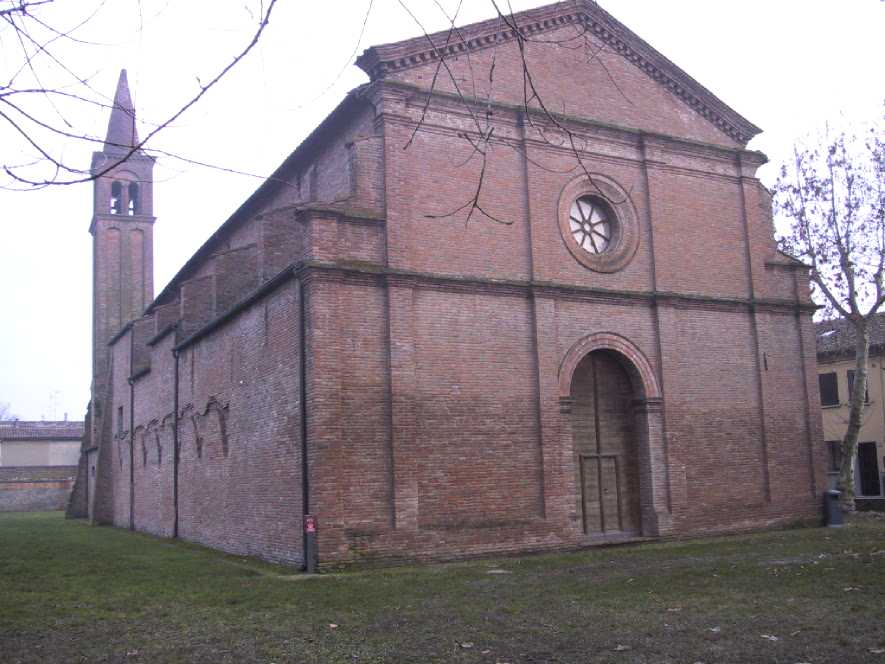
Chiesa di San Domenico Argenta

Agida, bracciante cinquantatreenne di Filo, fu uccisa il 29 febbraio 1944 durante un tentativo di salvare suo figlio Guerriero Vandini, un giovane coinvolto nel movimento partigiano e ricercato dalle forze fasciste. Dopo l’8 settembre 1943, Guerriero aveva riaperto la bottega di fabbro a Bando e si era unito alla lotta partigiana.
Nella notte tra il 28 e il 29 febbraio 1944, una camionetta si fermò nella vecchia va Provinciale presso l’abitazione di Ivo Vandini. Sentendo bussare, Agida aprì la porta a due estranei che chiedevano del suo figlio. Per permettere a Guerriero di fuggire, Agida lo intrattenne, ma fu colpita mortalmente da una raffica di mitra sull’uscio della casa. Morì all’ospedale il 2 marzo 1944, dopo due giorni di agonia.
Durante l’episodio, Guerriero Vandini, che era ricercato dalle forze fasciste, riuscì a fuggire grazie al sacrificio della madre. La sua azione di intrattenere i fascisti per salvare il figlio è ricordata come un esempio di coraggio e amore materno, e il “gesto dell’Agida” è diventato un simbolo della resistenza e del sacrificio durante il periodo della lotta partigiana in Italia.

## Anders Lassen

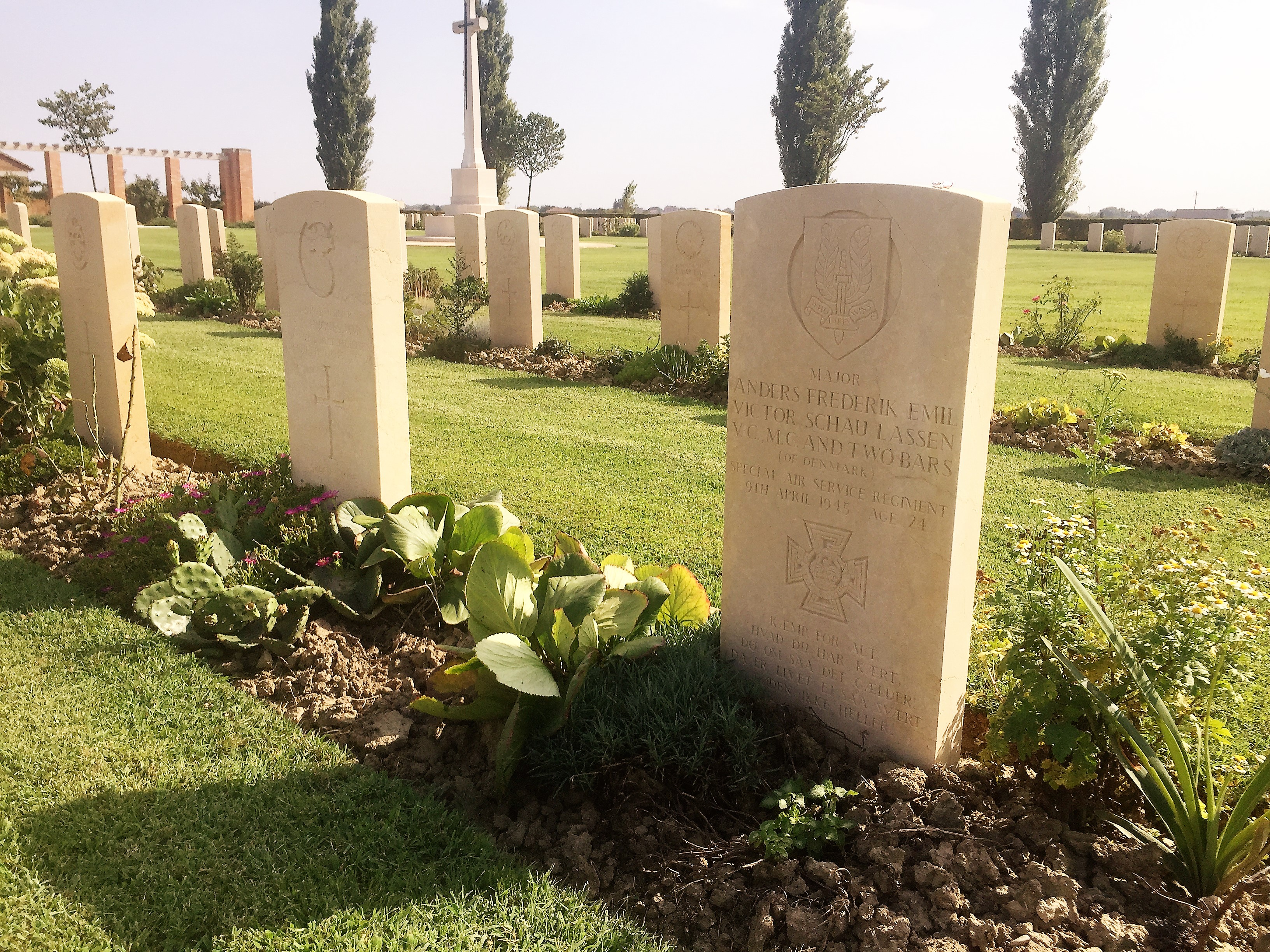
La tomba del maggiore Anders Lassens nell'Argenta Gap War Cemetery

Anders Lassen è stato un eroe britannico che si distinse durante la Seconda guerra mondiale per il suo coraggio e il suo sacrificio. Nel corso della notte tra l'8 e il 9 aprile 1945, Lassen fu colpito mortalmente mentre guidava un'operazione cruciale per la liberazione di Comacchio. Nonostante le ferite e il pericolo, rifiutò di ritirarsi o di farsi curare per non compromettere i suoi compagni di missione. Il suo sacrificio fu così significativo che venne immortalato nel libro intitolato “La guerra di Anders Lassen”. La sua morte avvenne nei pressi di Comacchio, ma il suo gesto di coraggio rimane un esempio di dedizione e valore durante la lotta contro le forze tedesche in Italia.